# Fantasy Filmfest 2019
Das 33. Fantasy Filmfest (2019) fand in der Zeit vom Mittwoch, den 4. September, bis Sonntag, den 15. September 2019, im Cinestar im Sony Center in Berlin; vom Donnerstag, 5. September, bis Sonntag, den 15. September 2019, in der Harmonie in Frankfurt am Main; vom Mittwoch, 11. September, bis Samstag, den 21. September 2019, im Cinema in München; vom Donnerstag, den 12. September, bis Sonntag, den 22. September 2019, in der Residenz Astor Film Lounge in Köln und im Metropol in Stuttgart; sowie vom Donnerstag, den 19. September, bis Sonntag, den 29. September 2019, im Savoy Filmtheater in Hamburg und im Cinecitta in Nürnberg statt.
Die Fantasy Filmfest White Nights fanden in der Zeit am Freitag, den 9. Januar, und Sonntag, den 13. Januar 2019, im Cinema in München; von Samstag, den 12. Januar, bis Sonntag, den 13. Januar 2019, im Savoy Filmtheater in Hamburg; sowie von Samstag, den 19. Januar, bis Sonntag, den 20. Januar 2019, im Cinestar im Sony Center in Berlin, in der Harmonie in Frankfurt am Main, in der Residenz Astor Film Lounge in Köln, im Metropol in Stuttgart und im Cinecitta in Nürnberg statt.
Die Fantasy Filmfest Nights fanden in der Zeit am Freitag, den 12. April, und Sonntag, den 14. April 2019, im Savoy Filmtheater in Hamburg; sowie vom Samstag, den 13. April, bis Sonntag, den 14. April 2019, im Cinestar im Sony Center in Berlin, in der Harmonie in Frankfurt am Main, in der Residenz Astor Film Lounge in Köln, im Cinema in München, im Cinecitta in Nürnberg und im Metropol in Stuttgart statt.
Alle hier aufgeführte Filme wurden in allen Städten gezeigt.

## Liste der gezeigten Filme
| Fantasy Filmfest White Nights | Fantasy Filmfest White Nights        | Fantasy Filmfest White Nights | Fantasy Filmfest White Nights | Fantasy Filmfest White Nights |
| Originaltitel                 | Deutscher Titel                      | Land                          | Jahr                          | Regisseur                     |
| ----------------------------- | ------------------------------------ | ----------------------------- | ----------------------------- | ----------------------------- |
| Blood Fest                    | --                                   | USA                           | 2018                          | Owen Egerton                  |
| 버닝                          | Burning                              | Südkorea                      | 2018                          | Lee Chang-dong                |
| Destroyer                     | --                                   | USA                           | 2018                          | Karyn Kusama                  |
| The Favourite                 | The Favourite – Intrigen und Irrsinn | Irland, Großbritannien        | 2018                          | Yorgos Lanthimos              |
| The Field Guide To Evil       | --                                   | Neuseeland                    | 2018                          | Ashim Ahluwalia               |
| Jonathan                      | --                                   | USA                           | 2018                          | Bill Oliver                   |
| Keepers                       | Keepers – Die Leuchtturmwärter       | Großbritannien                | 2018                          | Kristoffer Nyholm             |
| Lords of Chaos                | --                                   | Großbritannien, Schweden      | 2018                          | Jonas Åkerlund                |
| 물괴                          | Monstrum                             | Südkorea                      | 2018                          | Huh Jong-Ho                   |
| Office Uprising               | --                                   | USA                           | 2018                          | Lin Oeding                    |

| Fantasy Filmfest Nights                    | Fantasy Filmfest Nights            | Fantasy Filmfest Nights | Fantasy Filmfest Nights | Fantasy Filmfest Nights |
| Originaltitel                              | Deutscher Titel                    | Land                    | Jahr                    | Regisseur               |
| ------------------------------------------ | ---------------------------------- | ----------------------- | ----------------------- | ----------------------- |
| El Ángel                                   | Der schwarze Engel                 | Argentinien, Spanien    | 2018                    | Luis Ortega             |
| The Curse of La Llorona                    | Lloronas Fluch                     | USA                     | 2019                    | Michael Chaves          |
| Dragged Across Concrete                    | --                                 | USA, Kanada             | 2019                    | S. Craig Zahler         |
| Extremely Wicked, Shockingly Evil and Vile | --                                 | USA                     | 2019                    | Joe Berlinger           |
| Nekrotronic                                | --                                 | Australien              | 2018                    | Kiah Roache-Turner      |
| Nightmare Cinema                           | --                                 | USA                     | 2018                    | Diverse                 |
| Morto Não Fala                             | The Nightshifter                   | Brasilien               | 2018                    | Dennison Ramalho        |
| Ruben Brandt, a gyűjtő                     | Ruben Brandt, Collector            | Ungarn                  | 2018                    | Milorad Krstic          |
| 마녀                                       | The Witch: Part 1 - The Subversion | Südkorea                | 2018                    | Park Hoon-Jung          |
| You Might Be the Killer                    | --                                 | USA                     | 2018                    | Brett Simmons           |

| Fantasy Filmfest                     | Fantasy Filmfest                               | Fantasy Filmfest                        | Fantasy Filmfest | Fantasy Filmfest                     | Fantasy Filmfest     |
| Originaltitel                        | Deutscher Titel                                | Land                                    | Jahr             | Regisseur                            | Sparte               |
| ------------------------------------ | ---------------------------------------------- | --------------------------------------- | ---------------- | ------------------------------------ | -------------------- |
| 3 from Hell                          | --                                             | USA                                     | 2019             | Rob Zombie                           | Official Selection   |
| 47 Meters Down: Uncaged              | --                                             | Großbritannien                          | 2019             | Johannes Roberts                     | Official Selection   |
| A Good Woman Is Hard to Find         | --                                             | Großbritannien, Belgien, Irland         | 2019             | Abner Pastoll                        | Fresh Blood          |
| Tous les Dieux du Ciel               | All the Gods in the Sky                        | Frankreich                              | 2018             | Quarxx                               | Official Selection   |
| Angel of Mine                        | --                                             | Australien                              | 2019             | Kim Farrant                          | Official Selection   |
| Bliss                                | --                                             | USA                                     | 2018             | Joe Begos                            | Official Selection   |
| Charlie Says                         | --                                             | USA                                     | 2018             | Mary Harron                          | Official Selection   |
| Come to Daddy                        | --                                             | Kanada, Neuseeland, Irland, USA         | 2019             | Ant Timpson                          | Fresh Blood          |
| Dachra                               | --                                             | Tunesien                                | 2018             | Abdelhamid Bouchnak                  | Official Selection   |
| Dark Encounter                       | --                                             | Großbritannien                          | 2019             | Carl Strathie                        | Fresh Blood          |
| Darlin’                              | --                                             | USA                                     | 2019             | Pollyanna McIntosh                   | Official Selection   |
| Deadsight                            | --                                             | Kanada                                  | 2018             | Jesse Thomas Cook                    | Official Selection   |
| ダイナー                             | Diner                                          | Japan                                   | 2019             | Mika Ninagawa                        | Official Selection   |
| 도어락                               | Door Lock                                      | Südkorea                                | 2019             | Lee Kwon                             | Official Selection   |
| Dreamland                            | --                                             | Kanada, Belgien, Luxemburg              | 2019             | Bruce McDonald                       | Official Selection   |
| Extra Ordinary                       | Extra Ordinary – Geisterjagd für Anfänger      | Irland, Belgien                         | 2019             | Mike Ahern, Enda Loughman            | Fresh Blood          |
| Feedback                             | --                                             | USA, Spanien                            | 2019             | Pedro C. Alonso                      | Official Selection   |
| 初恋                                 | First Love                                     | Japan, Großbritannien                   | 2019             | Takashi Miike                        | Official Selection   |
| Freaks                               | Freaks – Sie sehen aus wie wir                 | Kanada, USA                             | 2018             | Zach Lipovsky, Adam B. Stein         | Fresh Blood          |
| The Furies                           | --                                             | Australien                              | 2019             | Tony D’Aquino                        | Official Selection   |
| 악인전                               | The Gangster, the Cop, the Devil               | Südkorea                                | 2019             | Lee Won-Tae                          | Official Selection   |
| A Purgatory Story                    | --                                             | USA                                     | 2019             | Tom Albanese                         | Get Shorty           |
| El Cuento                            | Bedtime Story                                  | Spanien                                 | 2019             | Lucas Paulino, Ángel Torres          | Get Shorty           |
| The Death of Don Quixote             | --                                             | Großbritannien                          | 2018             | Miguel Faus                          | Get Shorty           |
| It'S Not Custard                     | --                                             | Großbritannien                          | 2018             | Kate McCoid                          | Get Shorty           |
| Momster                              | --                                             | USA                                     | 2018             | Drew Denny                           | Get Shorty           |
| Montana, GA                          | --                                             | USA                                     | 2019             | Ryan Dicke                           | Get Shorty           |
| Lendemains Funèbres                  | Funeral Days                                   | Frankreich                              | 2018             | Ambroise Michel                      | Get Shorty           |
| Her Body                             | --                                             | USA                                     | 2018             | Juan Avella                          | Get Shorty           |
| Mélopée                              | Plainsong                                      | Kanada                                  | 2019             | Alexis Fortier Gauthier              | Get Shorty           |
| Right Place, Wrong Tim               | --                                             | Großbritannien                          | 2018             | Eros Vlahos                          | Get Shorty           |
| Girl on the Third Floor              | --                                             | USA                                     | 2019             | Travis Stevens                       | Official Selection   |
| Harpoon                              | --                                             | Kanada                                  | 2019             | Rob Grant                            | Official Selection   |
| Hotel Mumbai                         | --                                             | USA, Australien, Indien                 | 2019             | Anthony Maras                        | Fresh Blood          |
| I See You                            | --                                             | USA                                     | 2019             | Adam Randall                         | Official Selection   |
| Into The Dark - New Year, New You    | Into The Dark, Folge 4: "Neues Jahr, neues Du" | USA                                     | 2019             | Sophia Takal                         | Free Entrance        |
| 来る                                 | It Comes                                       | Japan                                   | 2018             | Tetsuya Nakashima                    | Director's Spotlight |
| キングダム                           | Kingdom                                        | Japan                                   | 2019             | Shinsuke Sato                        | Official Selection   |
| Light of My Life                     | --                                             | USA                                     | 2019             | Casey Affleck                        | Fresh Blood          |
| Little Joe                           | Little Joe – Glück ist ein Geschäft            | Großbritannien, Österreich, Deutschland | 2019             | Jessica Hausner                      | Centerpiece          |
| The Lodge                            | --                                             | Großbritannien, USA                     | 2019             | Veronika Franz, Severin Fiala        | Eröffnungsfilm       |
| Making Monsters                      | --                                             | Kanada                                  | 2019             | Rob Brunner, Justin Harding          | Official Selection   |
| Mope                                 | --                                             | USA                                     | 2019             | Lucas Heyne                          | Official Selection   |
| Porno                                | --                                             | USA                                     | 2019             | Keola Racela                         | Official Selection   |
| The Professor and the Madman         | --                                             | Irland                                  | 2018             | Farhad Safinia                       | Official Selection   |
| Rabid                                | --                                             | Kanada                                  | 2019             | Soska Sisters                        | Official Selection   |
| Ready or Not                         | Ready or Not – Auf die Plätze, fertig, tot     | USA                                     | 2019             | Matt Bettinelli-Olpin, Tyler Gillett | Fresh Blood          |
| Reborn                               | --                                             | USA                                     | 2018             | Julian Richards                      | Official Selection   |
| Red Letter Day                       | --                                             | Kanada                                  | 2019             | Cameron Macgowan                     | Official Selection   |
| Riot Girls                           | --                                             | Kanada                                  | 2019             | Jovanka Vuckovic                     | Official Selection   |
| Il primo re                          | Romulus & Remus: The First King                | Italien, Belgien                        | 2019             | Matteo Rovere                        | Official Selection   |
| Scary Stories to Tell in the Dark    | --                                             | Kanada, USA                             | 2019             | André Øvredal                        | Abschlussfilm        |
| 影                                   | --                                             | China, Hongkong                         | 2018             | Zhang Yimou                          | Official Selection   |
| Tiempo después                       | Some Time Later                                | Spanien, Portugal                       | 2019             | Matteo Rovere                        | Official Selection   |
| Something Else (alt. After Midnight) | After Midnight – Die Liebe ist ein Monster     | USA                                     | 2019             | Jeremy Gardner, Christian Stella     | Official Selection   |
| Tone-Deaf                            | --                                             | USA                                     | 2019             | Richard Bates Jr.                    | Official Selection   |
| Vivarium                             | Vivarium – Das Haus ihrer (Alp)Träume          | Irland, Belgien, Dänemark, USA          | 2019             | Lorcan Finnegan                      | Fresh Blood          |
| 白蛇：緣起                           | White Snake                                    | USA                                     | 2019             | Amp Wong, Ji Zhao                    | Official Selection   |
| Папа, сдохни                         | Why don’t you just die!                        | Russland                                | 2018             | Kirill Sokolov                       | Fresh Blood          |
| 목격자                               | The Witness                                    | Südkorea                                | 2018             | Jo Kyu-Jang                          | Official Selection   |

Der Film Hotel Mumbai wurde mit dem Fresh Blood Award ausgezeichnet.